# Giovanni Pérez Rodríguez
Giovanni Pérez Rodríguez (* 26. Mai 1984 in El Cotillo) ist ein ehemaliger spanischer Fußballspieler.

## Karriere
Giovanni begann seine Karriere beim FC Valencia. Zur Saison 2003/04 rückte er in den Kader der B-Mannschaft des Vereins auf. Sein Debüt in der Segunda División B gab er im August 2003, als er am ersten Spieltag jener Saison gegen den CD Castellón in der Startelf stand. Sein erstes Tor in der dritthöchsten Spielklasse erzielte er im September 2003 bei einem 3:1-Sieg gegen die UE Lleida. Zu Saisonende musste er mit Valencia Mestalla in die Tercera División absteigen.
Zur Saison 2005/06 wechselte er zum Drittligisten CD Alcoyano. Für Alcoyano absolvierte er in jener Saison 17 Spiele in der Segunda División B, in denen er einen Treffer erzielen konnte. 2006 schloss Giovanni sich der UE Lleida an. Nach einem halben Jahr bei Lleida, in dem er zu elf Ligaeinsätzen gekommen war, wechselte er im Januar 2007 zur AD Ceuta. Für diese absolvierte er 18 Spiele in der Segunda División B und erzielte dabei fünf Tore.
Zur Saison 2007/08 schloss er sich dem RC Portuense an. Für Portuense kam er in jener Saison in 18 Partien zum Einsatz und erzielte dabei drei Treffer. 2008 wechselte er zur UD Fuerteventura. Für diese absolvierte er in der Saison 2008/09 20 Drittligaspiele, in denen er ohne Treffer blieb. Der Verein musste zu Saisonende allerdings zwangsweise aus der Segunda División B absteigen.
Danach spielte Giovanni für die viertklassigen Vereine AEC Manlleu, Atlético Baleares und FC Burjassot. Im August 2011 wechselte er zum österreichischen Zweitligisten SKN St. Pölten. Sein Debüt in der zweiten Liga gab er im September 2011, als er am elften Spieltag der Saison 2011/12 gegen den LASK in der 65. Minute für Michael Ambichl eingewechselt wurde. In der Winterpause jener Saison verließ er den Verein nach sechs absolvierten Partien wieder.
Daraufhin kehrte er nach Spanien zurück, wo er sich dem drittklassigen Ontinyent CF anschloss. Für Ontinyent kam er bis Saisonende in elf Drittligaspielen zum Einsatz. Nach seinem Engagement bei Ontinyent spielte er noch für den CD Acero, den Pego CF und den CF Gandía, ehe er 2015 seine Karriere beendete.